# فابریس ابریل
فابریس ابریل (انگلیسی: Fabrice Abriel؛ زادهٔ ۶ ژوئیهٔ ۱۹۷۹) بازیکن فوتبال سابق اهل فرانسه است که در پست هافبک بازی می‌کرد. وی اکنون سرمربی تیم فوتبال زنان فلوری است.
از باشگاه‌هایی که در آن بازی کرده‌است می‌توان به باشگاه فوتبال گنگام، باشگاه فوتبال والنسین، باشگاه فوتبال لوریان، باشگاه فوتبال سروت ۱۸۹۰، باشگاه فوتبال پاری سن ژرمن، باشگاه فوتبال نیس، باشگاه فوتبال المپیک مارسی، و باشگاه ورزشی آمیان اشاره کرد.